# Vila Nova Sintra
Vila Nova Sintra ist die Hauptstadt der Insel Brava in der Inselrepublik Kap Verde und mit 1536 Einwohnern (Stand: Zensus 2010) die mit Abstand größte Siedlung der Insel. Das ist etwa ein Fünftel aller Einwohner Bravas.

## Geographie
Die Inselhauptstadt liegt im gebirgigen Hochland Bravas auf einer Höhe von rund 500 Metern über NN. Sie ist von außerhalb lediglich über den Hafen des Fischerdorfes Furna zu erreichen. Beide Orte sind über zwei Straßen miteinander verbunden, von denen jedoch nur eine für den Fahrzeugverkehr geeignet ist bei einer Fahrzeit von etwa einer Viertelstunde. Aufgrund der Höhenlage und der Tatsache, dass vorbeiziehende Wolken häufig am Massiv der Berge hängen bleiben, liegt die Temperatur im Stadtgebiet meist etwas niedriger als in den Tropen zu erwarten ist.
Das Stadtbild von Vila Nova Sintra ist geprägt vom Grün der Pflanzen und strahlt ruhige Gemütlichkeit aus. Straßen und Plätze bieten überwiegend viel Raum für Baumbestand. Die Hauptstraßen sind in der Mehrzahl als Alleen angelegt. Enge Straßen und Gassen beschränken sich auf wenige Wohnviertel. Der zentrale Platz der Stadt ist die Praça Eugénio Tavares, die von zahlreichen Blumenbeeten geziert wird. Die breiten Alleen Vila Nova Sintras laufen aus allen vier Himmelsrichtungen auf diesen Platz zu. Er ist benannt nach berühmten kapverdischen Musiker Eugénio Tavares, der als Meister der für Kap Verde typischen Morna-Musik gilt. Auf dem Platz befindet sich ein Pavillon für musikalische Darbietungen.

## Geschichte und Namensgebung

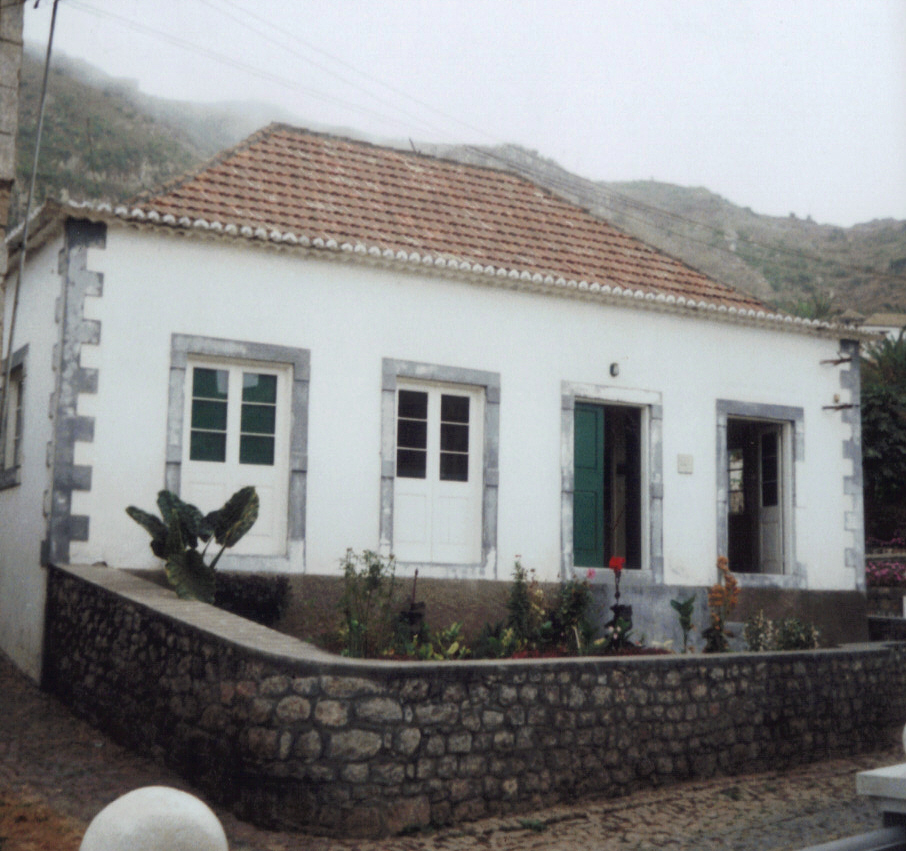
Museum.

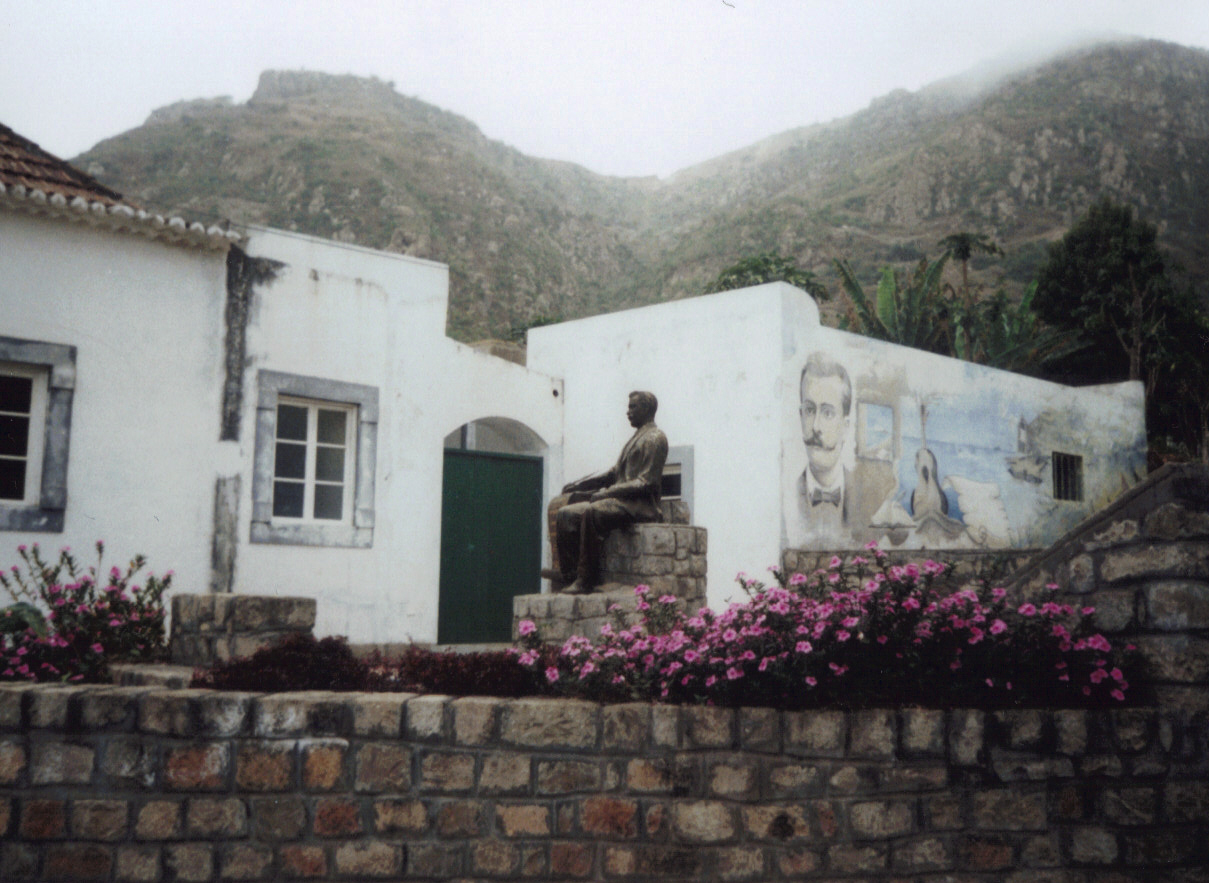
Tavaresdenkmal.

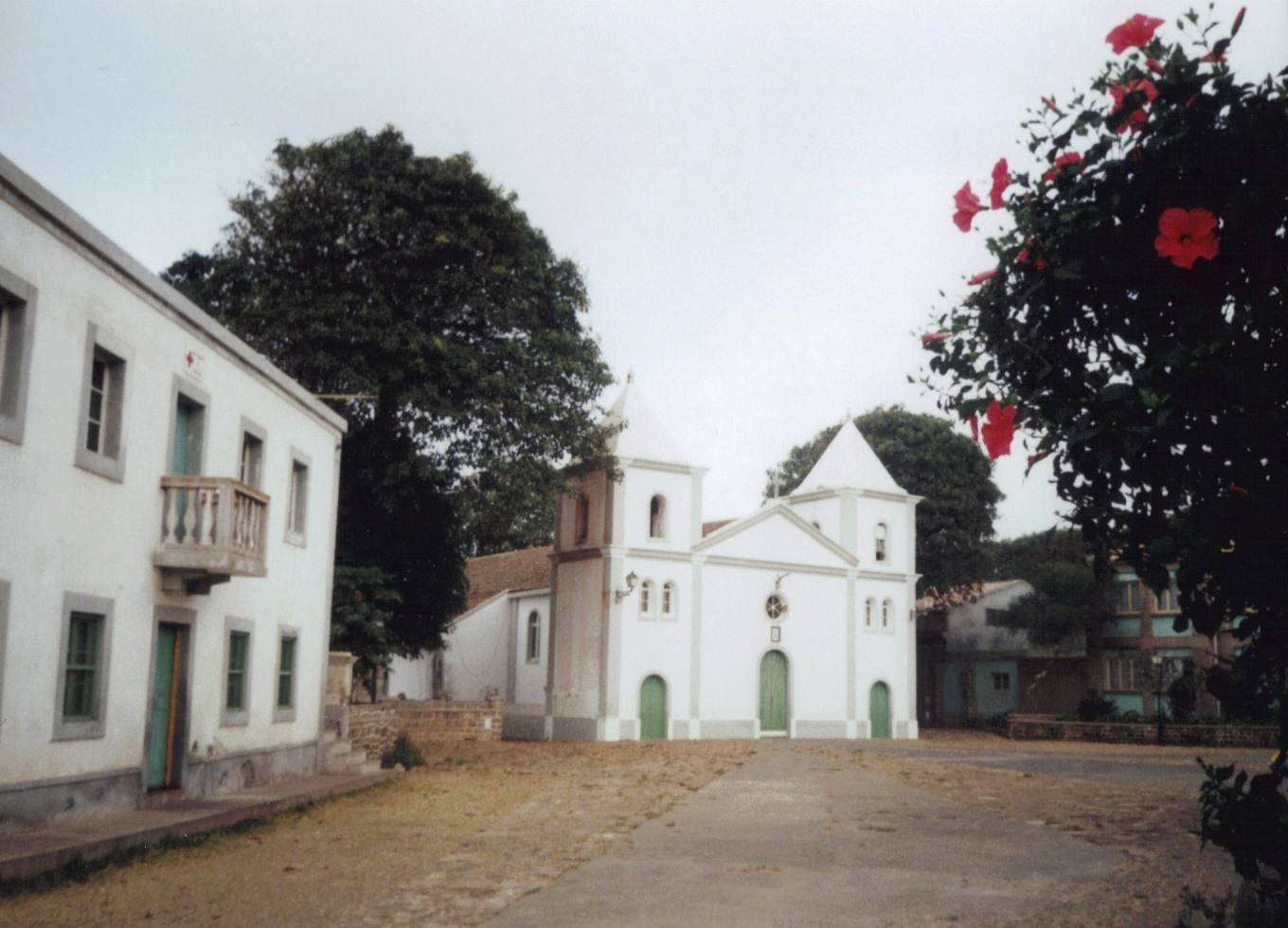
Kirche São Jão Baptista.

Der Name der Stadt stellt eine Anlehnung an die königlichen Sommerresidenz Sintra in Portugal dar. Die kleine Stadt war im 18. und 19. Jahrhundert insbesondere im Sommer ein beliebtes Reiseziel, wo sich vor allem die Adeligen und Kolonialbeamten aus der kapverdischen Hauptinsel Santiago aufhielten. Dass sich das ansprechende Stadtbild bis in die heutige Zeit halten konnte, ist den Investitionen zu verdanken. In der Vergangenheit waren viele der Einwohner aus wirtschaftlichen Gründen vorübergehend nach Amerika ausgewandert und haben bei der Rückkehr auf ihre Heimatinsel ihr Geld zur Restauration und Renovierung der schönen alten Häuser verwendet. Die lokale Regierung der Insel sorgt heute dafür, dass dieses historische Bild der Stadt auch künftig erhalten bleibt. So wurde angeordnet, dass Neubauten auf der Insel Brava und insbesondere in Vila Nova Sintra vom Aussehen her zu den alten Häusern des Kolonialstils passen müssen.

## Sehenswürdigkeiten
- Das frühere Wohnhaus von Eugénio Tavares befindet sich am Ende der Straße Rua da Cultura, in der viele gut erhaltene Beispiele portugiesischer Kolonialarchitektur zu sehen sind. Heute ist es ein Museum, daneben wurde ein Denkmal errichtet.
- Vila Nova Sintra verfügt über sechs Kirchen. Die katholische Kirche São Jão Baptista, etwas östlich der Praça in einer Seitenstraße gelegen, wurde um 1870 in einem relativ schmucklosen Baustil mit zwei Türmen errichtet.[3] Die evangelische Igreja do Nazareno aus der Gemeinschaft der Kirche des Nazareners an der Praça Eugénio Tavares wurde von Missionaren, die aus den Vereinigten Staaten remigrierten, in der ersten Hälfte des 20. Jahrhunderts gegründet.[4]
- Am östlichen Ortseingang wurde ein Aussichtspunkt in der Form eines Schiffes errichtet – der Santa Maria, mit der Kolumbus 1492 Amerika entdeckt hatte. Von hier bietet sich ein schöner Blick über die benachbarte Siedlung Santa Bárbara zur Küste bis hin zur Nachbarinsel Fogo. Ein ähnliches Denkmal in der Form eines Schiffes ist in dem kleinen Dorf Campo Baixo im Süden der Insel Brava zu sehen.
- An verschiedenen Stellen der Stadt wachsen eindrucksvolle Exemplare des seltenen gewordenen Drachenbaumes (Dracaena draco, port.: dragoeiro), z. B. nahe der Schule an der Rua da Cultura und nahe der Praça.

## Umgebung
Vila Nova Sintra ist umgeben von den folgenden Siedlungen:
- Fajã de Água
- Cova Rodela
- Nossa Senhora do Monte
- Santa Bárbara